# Konstantyn I Șerban
Konstantyn Șerban (rum. Constantin Șerban), hospodar wołoski 1654–1658, pretendent do tronu mołdawskiego.
Był nieślubnym synem hospodara wołoskiego Radu Șerbana. Objął tron wołoski po śmierci Mateusza Basaraba, korzystając początkowo z poparcia tzw. semenów (członków oddziałów wojskowych osiedlonych w dobrach bojarskich i klasztornych, których usiłowano zmusić do wypełniania chłopskich powinności). Jednak wkrótce później, obawiając się siły ruchu, nad którym nie potrafił zapanować, uciekł na ziemie tureckie i stąd doprowadził do stłumienia powstania (1655, dzięki pomocy Jerzego Rakoczego II, księcia Siedmiogrodu). W 1658 Porta postanowiła usunąć z tronu Konstantyna, co zostało przeprowadzone mimo próby oporu przy współpracy z Siedmiogrodem.
Mając chwilowo niewielkie szanse na odzyskanie tronu wołoskiego, Konstantyn zwrócił się w stronę Mołdawii. W 1659 ze wsparciem siedmiogrodzkim podjął próbę opanowania tronu mołdawskiego, jednak został odparty przez Tatarów. W następnym roku z kolei podobnie zakończyła się podjęta przez Konstantyna próba opanowania Wołoszczyzny. I wreszcie, w kolejnym roku, 1661 Konstantyn jeszcze raz najechał Mołdawię, pokonując nawet hospodara Stefana Lupu, znowu zostając jednak pokonanym przez Tatarów.
Konstantyn zaznaczył się w historii Bukaresztu. W 1656 podjął budowę cerkwi metropolitarnej św. Konstantyna i św. Heleny, zaś później, w 1658 podpalił miasto w obliczu konieczności jego opuszczenia.